# آنافاز

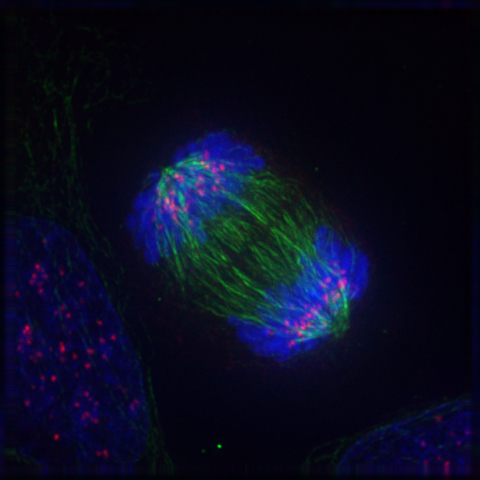
یاخته در مرحلهٔ پسین‌چهر.

آنافاز (به انگلیسی: Anaphase) پسین‌چهر* در جانداران یوکاریوتی چهارمین مرحلهٔ میتوز یا میوز است. این مرحله بعد از متافاز و قبل از تلوفاز است.

## پسین‌چهر دررشتمان
در این مرحله از تقسیم، دو کروماتید خواهری هر کروموزوم مضاعف‌شده از محل سانترومر از یکدیگر جدا می‌شوند. کروماتیدها که هم‌اکنون کروموزوم (کروموزوم تک کروماتیدی) نام دارند، بر اثر کوتاه شدن رشته‌های دوک تقسیم به سوی قطب‌ها کشیده می‌شوند.

## پسین‌چهر درکاستمان
در کاستمان دو پسین‌چهر وجود دارد: پسین‌چهر نخستین و پسین‌چهر دوم. در پسین‌چهر نخستین، که سومین مرحلهٔ کاستمان نخستین است، کروموزوم‌های همتا از یکدیگر جدا می‌شوند، اما دو کروماتید خواهری هر کروموزوم همچنان در محل سانترومر به یکدیگر پیوسته‌اند؛ بنابراین هر کروموزوم همچنان دو کروماتیدی (مضاعف شده) است.
پسین‌چهر دوم پس از پس‌چهر دوم رخ می‌دهد. در این مرحله دو کروماتید هر کروموزوم (کروماتیدهای خواهری) از هم جدا می‌شوند و به سوی دو قطب یاخته می‌روند (همانند پسین‌چهر رشتمان).